# Калугарени (Бакау)
Калугарени (рум. Călugăreni) насеље је у Румунији у округу Бакау у општини Дамиенешти. Oпштина се налази на надморској висини од 219 m.

## Становништво
Према подацима из 2002. године у насељу је живело 918 становника, од којих су сви румунске националности.